# Mycosphaerella cunninghamii
Mycosphaerella cunninghamii är en svampart som beskrevs av Syd. 1924. Mycosphaerella cunninghamii ingår i släktet Mycosphaerella och familjen Mycosphaerellaceae.   Inga underarter finns listade i Catalogue of Life.